# Копршива, Ладислав
Ладислав Копршива (чеш. Ladislav Kopřiva; 28 июня 1897[…], Ивановице-на-Гане[…] или Брно-Ивановице, Цислейтания — 13 ноября 1971, Прага) — чехословацкий коммунистический политик, член Президиума ЦК КПЧ, министр национальной безопасности в 1950—1952. Участник политических репрессий режима Клемента Готвальда. Впоследствии исключён из КПЧ.

## Функционер КПЧ
Родился в малоимущей чешской семье. Отец Ладислава Копршивы был малоземельным крестьянином и работал столяром, мать — сельской подёнщицей. Получил начальное образование. В 1915 был призван в австро-венгерский флот, участвовал в Первой мировой войне. Вернувшись, вступил в Социал-демократическую партию.
С 1921 Ладислав Копршива состоял в Коммунистической партии Чехословакии (КПЧ). Начинал в качестве служащего коммунистической потребкооперации. В 1928—1929 находился в СССР в порядке политучёбы. Был одним из руководителей крупнейшего кооператива Včela. На парламентских выборах 1935 был избран в Национальное собрание Чехословацкой Республики. В 1936 на VII съезде КПЧ стал членом ЦК.
Осенью 1938 Копршива сыграл важную роль в переходе КПЧ на нелегальное положение при немецкой оккупации. В 1939 вместе с Антонином Запотоцким арестован при попытке эмигрировать и заключён в Дахау.

## Член партийного руководства
После освобождения в 1945 Ладислав Копршива восстановился в статусе члена ЦК КПЧ. С 1946 состоял в высшем партийном органе — Президиуме (Политбюро) ЦК. В 1945—1948 был председателем Национального комитета Богемии.
После Февральских событий 1948 — секретарь ЦК КПЧ, до 1950 — заместитель генерального секретаря Рудольфа Сланского. Политически Ладислав Копршива полностью поддерживал сталинистский курс президента Чехословакии Клемента Готвальда и премьер-министра Антонина Запотоцкого.

## Министр национальной безопасности
В 1950 году было учреждено Министерство национальной безопасности Чехословакии. 23 мая 1950 первым главой министерства назначен Ладислав Копршива, прежде не имевший отношения к силовым структурам. Неожиданное назначение отражало недовольство руководства КПЧ усилением министра внутренних дел Вацлава Носека. Планировалась новая волна репрессий, в том числе внутрипартийных, в которой позиция Носека не могла быть гарантирована. Решено было разделить карательно-силовые функции и поставить во главе органов безопасности вполне управляемого функционера.
Во главе МНБ Ладислав Копршива находился в течение двух лет. Практическим функционированием министерства руководили опытные силовики Карел Шваб, Йозеф Павел, Антонин Прхал, Людвик Главачка, Алоис Гребеничек, Ярослав Яноушек, Освальд Заводский и другие. Копршива выступал в качестве политического лица карательной политики. Состоял в комиссии по безопасности ЦК КПЧ.
На период руководства Копршивы пришлись масштабные политические репрессии — многочисленные аресты оппозиционеров, пытки на допросах, приговоры к длительному заключению и к смертной казни, убийства перебежчиков на границе, казнь Милады Гораковой, партийные чистки, подготовка к процессу Сланского и процессу региональных секретарей, борьба с повстанческими организациями Гостинские горы, Чёрный лев 777 в Чехии, подпольными группами и католической церковью в Словакии. Репрессии коснулись и самой МНБ: был осуждён по процессу Сланского и повешен Шваб, арестован и подвергнут пыткам Павел.
Ладислав Копршива не принадлежал к кругу высшего партийно-государственного руководства (в него входили Готвальд, Запотоцкий, Новотный, Широкий, Чепичка, Копецкий). Однако по должности Копршива курировал репрессивную политику и нёс за неё всю полноту ответственности. Во время процесса Сланского он называл подсудимых  «предателями», сравнивал их с Троцким и подчёркивал «единые закономерности социалистического развития» в Чехословакии и Советском Союзе.
Американский еженедельник Time в этой связи отмечал склонность Копршивы к философствованиям и иронически причислял его к «сильным коммунистам-теоретикам коммунизма, но слабым управленцам». Невысокой компетентностью объяснялось его отстранение от должности 23 января 1952 года. Новым министром национальной безопасности был назначен Карол Бацилек, от которого ожидалась большая управленческая эффективность.

## Отставка и исключение
После отставки Ладислав Копршива находился на пенсии, в политике участия не принимал. После смерти Клемента Готвальда был выведен из Президиума и ЦК, лишился депутатского мандата.
Умеренная десталинизация в ЧССР начала 1960-х затронула и Копршиву. Специальная комиссия ЦК КПЧ под председательством Драгомира Кольдера в 1963 причислила Копршиву к ответственным за злоупотребления властью и необоснованные репрессии при правлении Готвальда. Ладислав Копршива был исключён из КПЧ.
Скончался Ладислав Копршива в возрасте 74 лет.